# Gerard Kemkers
Geert Gerrit „Gerard“ Kemkers (* 8. března 1967 Groningen, Groningen) je nizozemský trenér a bývalý rychlobruslař.
V roce 1985 skončil čtvrtý na Mistrovství světa juniorů, o rok později dosáhl téhož umístění na seniorském Mistrovství světa ve víceboji. V závodech Světového poháru debutoval na podzim 1985. První medaili z mezinárodní akce získal na Mistrovství Evropy 1988, kde skončil třetí. Téhož roku také startoval na Zimních olympijských hrách, v závodě na 5000 m vybojoval bronz, na dvojnásobné distanci skončil pátý. V roce 1989 získal stříbrné medaile na kontinentálním i světovém vícebojařském šampionátu, v sezóně 1988/1989 také triumfoval v celkovém pořadí Světového poháru na dlouhých tratích. Mistrovství světa ve víceboji 1990 dokončil na čtvrté příčce. Poslední závody absolvoval na začátku roku 1991. Po skončení své aktivní sportovní kariéry se začal věnovat rychlobruslení jako trenér, mezi jeho úspěšné svěřence patřili či patří Carl Verheijen, Jochem Uytdehaage, Paulien van Deutekomová, Sven Kramer a Ireen Wüstová.
Je ženatý s bývalou italskou rychlobruslařkou Elke Felicettiovou.